# Volgograd
 "Stalingrad" omdirigeres hertil. For andre betydninger af Stalingrad, se Stalingrad (flertydig).
Volgograd (russisk: Волгоград, tr. Volgograd, frem til 1925 russisk: Царицын, tr. Tsaritsyn, frem til 1961 russisk: Сталинград, tr. Stalingrad) er en by i Den Russiske Føderation ved floden Volga grundlagt 1589 . Volgograd er det administrative center i Volgograd oblast. Byen har 1.004.763 (2021) indbyggere. Byen blev fuldstændig ødelagt under 2. verdenskrig i slaget om Stalingrad, der førte til opløsningen af den tyske 6. arme. Herefter udviklede krigen sig til en tilbagetrækningskrig for de tyske tropper. I 1943 tildelte Storbritanniens kong George VI borgerne i Stalingrad det juvelbesatte "Sword of Stalingrad" i erkendelse af deres tapperhed. I 1945 tildelte Sovjetunionen Stalingrad titlen "helteby" for byens modstand. Efter Stalingrads ødelæggelse under krigen blev opførelsen af den moderne by indledt i 1946. Til erindring om slaget opførtes i 1967 et mindesmærke: Mamajev Kurgan monumentet Moderlandet kalder.

## Navn
Volgograd blev før 1925 kaldt for Tsaritsyn. Fra 1925-1961 hed byen Stalingrad. Siden 2013 bliver byen officielt benævnt "Stalingrad" i ni dage hvert år. Nogle beboere har foreslået, at byen permanent omdøbes til "Stalingrad". Præsident Vladimir Putin har udtalt, at omdøbningen forudsætter en lokal folkeafstemning.

## Geografi
Volgograd og Volgograd oblast ligger i Moskva-tidszonen, der svarer til UTC +3:00.
Byen ligger på Volgaplateauet på den Østeuropæiske Slette på vestsiden af den nederste del af floden Volga. Den nordligste ende af byen ligger ved bredden af Volgogradreservoiret dannet af dæmningen ved Volga-vandkraftværket, og niveauet på reservoiret er 15 moh.
Byen strækker sig i en bredde på op til 10 km over 60 km langs bredden af Volga.
Volgograd ligger 971 km sydøst for Moskva, og på samme breddegrad som Paris.

### Klima
Volgograd har et kontinentalt steppeklima. Koldeste måned januar – 7,5 °C, varmeste måned juli + 23 °C. Gennemsnit for hele året er + 7,6 °C (Danmark +7-8 °C). Nedbøren er på 308 mm pr. år (ca. det halve af Danmarks) med et maksimum om efteråret (november/december).

## Historie
Tekst mangler, hjælp os med at skrive teksten

## Befolkning og erhverv
Byen har cirka 1 million indbyggere og er et økonomisk og administrativt knudepunkt med adskillige uddannelsesinstitutioner, herunder universiteter.
Af industri har den olieraffinaderier, skibsværft, aluminiumsværk, traktorfabrik og stålværk. Byen er samtidig et vigtigt jernbaneknudepunkt for især olie mv, samt knudepunkt for flodsejlads. Volgograd forsynes med vedvarende energi fra Volgograd Hydroelektriske Station, som blev bygget 1951 og er Europas største.

## Seværdigheder
Byen var omdrejningspunkt for et af de vigtigste slag under 2. verdenskrig. For at mindes slaget ved Stalingrad blev den monumentale park Mamaev Kurgan anlagt (se billedet herover). Parken skulle bygges af det billigste materiale tilgængeligt, da første prioritet var genopbygningen af Stalingrad, derfor blev parken lavet i beton. Europas største statue, Moderlandet kalder (Родина-мать зовёт!, Rodina-mat' zovjot!), står i denne park. Statuen forestiller en kvinde med et sværd og er 52 meter høj; alene sværdet er 33 meter langt. Totalt er skulpturen 85 m høj.¨
I Volgograds flodhavn finder man udflugtsbåde, der sejler på hele Volgafloden.
Volgograd Billedgalleri hvor man bl.a. finder værker af Andrej Kolkutin, som også er repræsenteret på Kastrupgårdsamlingen.
Den kendte filminstruktør Elem Klimov er fra Volgograd.

## Venskabsbyer
- Jerevan, Armenien
- Liège, Belgien
- Russe, Bulgarien
- Sveti Vratj, Bulgarien
- Toronto, Canada
- Port Said, Egypten
- Kemi, Finland
- Dijon, Frankrig
- Chennai, Indien
- Olevano Romano, Italien
- Torino, Italien
- Hiroshima, Japan
- Chengdu, Kina
- Jilin, Kina
- Płońsk, Polen
- Kruševac, Serbien
- Coventry, Storbritannien
- Ostrava, Tjekkiet
- Omstridt Tiraspol, Transnistrien/Moldova
- Izmir, Tyrkiet
- Køln, Tyskland
- Chemnitz, Tyskland
- Omstridt Sevastopol, Ukraine/Rusland
- Cleveland, USA
- Orlando, USA

## Personer fra Volgograd
- Elem Klimov (født 1933), filmregissør († 2003)
- Leonid Slutskij (født 1971), fodboldtræner
- Jelena Isinbajeva (født 1982), stangspringer